# Nodo50

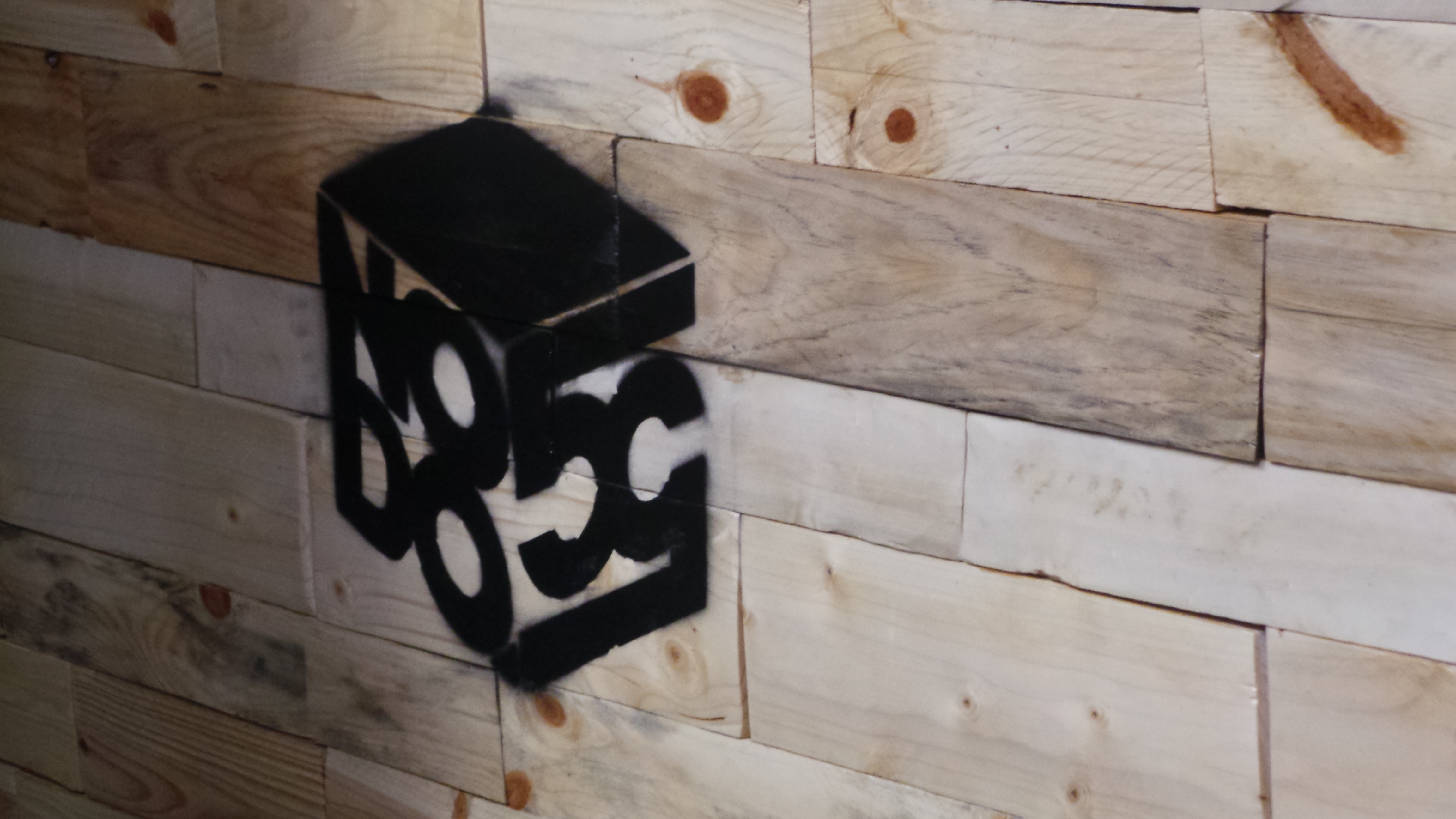
Logo de Nodo50.

Nodo50 es un proveedor de servicios de Internet sin ánimo de lucro que se autodefine como proyecto autónomo de contrainformación telemática orientado a los movimientos sociales, proporcionando servicios informáticos y comunicativos a personas, grupos y organizaciones de izquierda, anticapitalista y antifascistas de España y Latinoamérica. El proyecto es gestionado a través de asociación "Nodo50: Altavoz por la Libertad de Expresión y Comunicación".

## Historia
Empezó como instrumento de comunicación del "Foro 50 años bastan", un encuentro contra la celebración que las instituciones de Bretton Woods (FMI y Banco Mundial) realizaban en Madrid en 1994, promovida por la ONG Sodepaz y el apoyo técnico de Alberto J. Jiménez de la BBS Revolware y Russell Gasser. En aquellos tiempos Nodo50 corría con software Waffle sobre la plataforma multitarea DESQview e intercambiaba correo electrónico con el servidor GreenNet en Londres, federado en la APC, mediante protocolo UUCP sobre una conexión Telnet pirateada. Al mismo tiempo, proyectos similares en la península se fueron coordinando en la federación IPANEX. En el año 1996 se dio el salto a Internet a través de InfoVía, financiada con fondos europeos del proyecto EPITELIO. Desde entonces ha trabajado en diversas campañas, acciones, proyectos, congresos junto a diversos movimientos sociales y organizaciones políticas.

## Miembros
Entre los miembros de Nodo50 hay un amplio espectro de movimientos de izquierda como el ecologismo (Ecologistas en Acción), el antimilitarismo (Grupo Antimilitarista Tortuga), el pacifismo, el feminismo (Mujeres en Red), el sindicalismo (secciones de la CGT, CNT o CCOO), las radios libres y comunitarias (Radio Vallekas), la teología de la liberación, los centros sociales, la defensa de los servicios públicos y del bienestar social; en general sitios que aboguen por el socialismo o la antiglobalización.
También proporciona servicios a algunos partidos políticos como Corriente Roja, Izquierda Anticapitalista, Izquierda Comunera e Izquierda Unida y algunas ONG como Amnistía Internacional (grupo local de Córdoba, España).
En 2012, en la lista de organizaciones alojadas por Nodo50 figuran alrededor de 1170.

## Servidores
Se encuentran en Suecia desde el año 2011 con el objetivo de más garantías de seguridad.